# Quádrupla coroa
A Quádrupla coroa é um título não oficial dado a uma equipe ou esportista que conquista quatro importantes títulos, normalmente em uma mesma temporada.

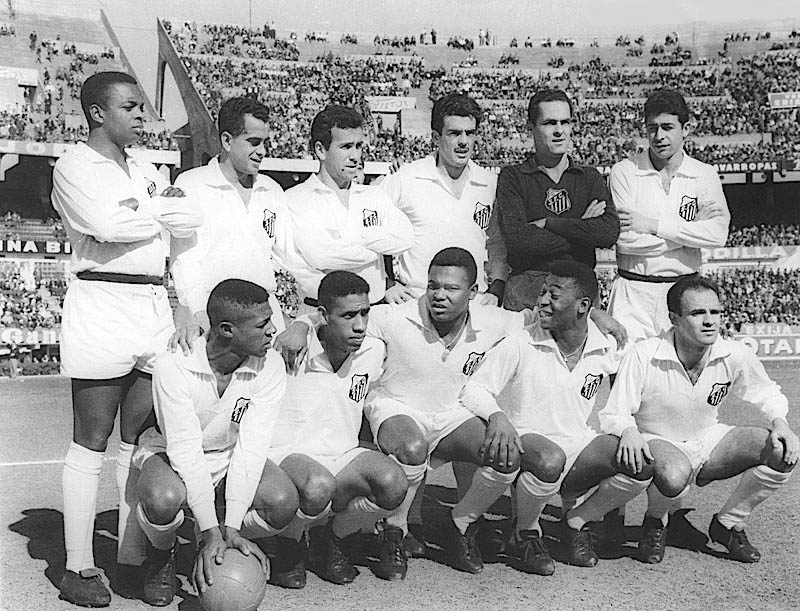
Esquadrão do Santos campeão da Libertadores de 1962.

## Brasil
- Em 1962, o Santos conquistou Campeonato Paulista, Campeonato Brasileiro, Copa Libertadores e Copa Intercontinental, sendo o único clube brasileiro a conquistar em todos os âmbitos a partir do estadual (desconsiderando níveis intermediários entre estadual/nacional e continental/mundial), dentro da mesma temporada.[3][4] O time não jogou o Torneio Rio-São Paulo daquele ano.
- Em 1963, o Santos voltou a repetir o feito, ganhando Torneio Rio-São Paulo, Campeonato Brasileiro, Copa Libertadores da América e Copa Intercontinental. Pelo 2º ano consecutivo, venceu a respectiva principal disputa de nível nacional, continental e mundial.[5]
- Em 1993, o São Paulo conquistou uma quádrupla coroa internacional, vencendo Supercopa Libertadores, Recopa Sul-Americana, Copa Libertadores e Copa Intercontinental.[6] O único torneio internacional disputado e não vencido foi a Copa Ouro.
- Em 2020, o Flamengo conquistou Campeonato Carioca, Supercopa do Brasil, Recopa Sul-Americana e Campeonato Brasileiro.[7]
- Em 2023, o Corinthians Feminino conquistou Libertadores, Supercopa do Brasil, Paulistão e Campeonato Brasileiro.[8]

## Europa
- Barcelona, em 1997, venceu Taça das Taças, Supertaça da UEFA, Copa do Rei da Espanha e Supercopa da Espanha.
- Real Madrid, em 2002, venceu Copa Intercontinental, Liga dos Campeões da UEFA, Supertaça da UEFA e Supercopa da Espanha.
- FC Porto, em 2003, venceu Taça UEFA, Primeira Liga Portuguesa, Taça de Portugal e Supertaça de Portugal.
- FC Porto, em 2004, venceu Copa Intercontinental, Liga dos Campeões da UEFA, Primeira Liga Portuguesa e Supertaça de Portugal.
- FC Porto, em 2011, venceu Liga Europa da UEFA, Primeira Liga Portuguesa, Taça de Portugal e Supertaça de Portugal.
- Real Madrid, em 2014, venceu Copa do Mundo de Clubes da FIFA, Liga dos Campeões da UEFA, Supertaça da UEFA e Copa do Rei da Espanha.
- Benfica, em 2014, venceu Primeira Liga Portuguesa, Taça da Liga de Portugal, Taça de Portugal e Supertaça de Portugal.